# Craig Tracey
Craig Paul Tracey, né le 21 août 1974, est un homme politique du parti conservateur britannique, qui est député pour le Nord Warwickshire de 2015 à 2024.

## Jeunesse
Craig Tracey est né à Durham et fréquente l'école Framwellgate Moor de la ville. La famille de sa mère est issue d'un milieu minier tandis que son père est d'une famille de quinze enfants. Le père de Tracey est venu d'Irlande en Angleterre dans les années 1960, tandis que sa mère est originaire du Nord-Est. Tracey se décrit comme moitié Irlandais et moitié Geordie. Ses parents fondent une entreprise à Durham, et après avoir quitté l'école à 17 ans, Tracey lance sa propre entreprise de courtier d'assurance en 1996, à l'âge de 21 ans. Il déménage dans le North Warwickshire en 1997, s'installant dans le village de Shuttington. Peu de temps avant son élection à la Chambre des communes en 2015, Tracey vend son entreprise basée à Lichfield, Dunelm Insurance, à l'Academy Insurance of Berkshire,.

## Carrière politique
Tracey est conseiller de quartier à Shuttington, et préside les conservateurs du North Warwickshire en 2012-13. Il est choisi par scrutin secret pour se présenter dans la circonscription électorale du North Warwickshire pour les conservateurs en septembre 2014, après que le député en exercice, Dan Byles (en), ait décidé de ne pas se représenter,,.
À l'approche des élections générales de 2015, Tracey fait campagne sur les problèmes locaux, notamment l'hôpital George Eliot, les plans du chemin de fer HS2 à travers le North Warwickshire, la sécurité routière, la protection de la ceinture verte du Warwickshire, le soutien aux écoles locales et la nécessité d'améliorer le haut débit à haut débit. Il a également soutenu les projets des conservateurs pour un référendum sur l'adhésion à l'Union européenne. Avec une perte à 54 voix aux élections générales de 2010, le parti travailliste cible le North Warwickshire comme siège prioritaire et les bookmakers prédisent que Mike O'Brien du Labour reprendrait la circonscription aux conservateurs après l'avoir perdue en 2010. Cependant, Tracey obtient une majorité accrue pour son parti, de 54 à 2 973 voix, remportant 20 042 voix, contre 17 069 pour O'Brien. La majorité des conservateurs dans le North Warwickshire est causée par une poussée de soutien au Parti pour l'indépendance du Royaume-Uni (UKIP), qui prend des voix au Parti travailliste dans une zone traditionnellement ouvrière d'anciens villages miniers. L'UKIP, dont le candidat pour la circonscription est William Cash, le fils du député conservateur Bill Cash, arrive troisième avec 8 256 voix,.
Il est nommé coprésident du groupe sur les assurances en juillet 2016, après que l'ancienne présidente, Heather Wheeler, se soit retirée après avoir été nommée whip adjoint des conservateurs. Tracey occupe le poste aux côtés de Lord David Hunt. Il est élu au Comité des entreprises, de l'innovation et des compétences en juillet 2015,.
Tracey pose sa première question à la Chambre des communes en juin 2015, lorsqu'il interroge le ministre junior de la Santé, Sam Gyimah sur les dispositions en matière de garde d'enfants. Il prononce son premier discours devant la Chambre des communes le 9 juillet 2015.
Tracey est l'un des 129 députés conservateurs à soutenir un vote pour quitter l'Union européenne lors du référendum d'adhésion à l'Union européenne de 2016. À la suite du résultat du référendum, au cours duquel la Grande-Bretagne vote pour quitter l'Union européenne, Tracey salue le résultat, le décrivant comme une «énorme opportunité» pour le Royaume-Uni. Il apporte son soutien à Andrea Leadsom lors de l'élection à la direction des conservateurs pour remplacer Cameron.
Tracey est réélu aux élections générales de 2017 avec 26 860 voix, portant sa majorité à 8 510 voix.

## Vie privée
Tracey épouse Karen Mercer-West, deux semaines après avoir été sélectionné comme candidat pour le North Warwickshire, et le couple passe leur lune de miel à la conférence du parti conservateur de 2014. Karen Tracey a servi dix ans dans la Royal Air Force, où il a été en service actif pendant la guerre du Golfe de 1990 à 1991. Craig Tracey est un administrateur fondateur du Lichfield Garrick Theatre.